# Ляхов, Лев Львович
Ле́в Льво́вич Ля́хов (17 августа 1917, Москва, Российская империя — 6 апреля 2004, Москва, Россия) — советский и российский учёный, геофизик-электроразведчик, профессор, преподаватель, декан геофизического факультета МГРИ (1958—1961, 1971—1975). Ветеран Великой Отечественной войны, участник Парада Победы в 1945 году. Соавтор (вместе с Якубовским Ю. В.) нескольких учебников по электроразведке. Лауреат Государственной премии СССР в области науки и техники 1985 года за учебник Электроразведка(1982) для средних специальных учебных заведений, Заслуженный деятель науки и техники.

## Биография
Родился 17 августа 1917 года, в Москве.
Учился во МГРИ, в 1939-40 годах — секретарь комитета ВЛКСМ. С 1940 года — член ВКП/б/.
Начало войны встретил на Северном Сахалине. Учился в Уфимском пехотном училище. Призван Уфимским ГВК Башкирской АССР в мае (январе) 1942 года, воевал с сентября 1943 года. С 16 октября 1943 года — помощник начальника оперативного управления штаба 95 стрелковой дивизии. Служил в 284-м гвардейском стрелковом полку 95 гвардейской стрелковой дивизии, в звании лейтенанта, старшего лейтенанта, капитана. Освобождал Прагу. Демобилизовался 27 ноября 1945 года.
После войны продолжил учёбу и закончил МГРИ в 1947 году. Начал работать ассистентом на кафедре геофизики, занимал должности доцента, профессора. Декан геофизического факультета (1958—1961, 1971—1975).
Умер 6 апреля 2004 года в Москве.

## Награды
- Орден Красной Звезды (01.1944)
- Орден Отечественной войны II степени (09.1944)
- Орден Отечественной войны I степени (01.1945)
- Медаль «За освобождение Праги»
- Орден Красного Знамени (05.1945)
- Медаль «За победу над Германией в Великой Отечественной войне 1941—1945 гг.»

## Труды
- Якубовский Ю. В., Ляхов Л. Л. «Электроразведка. Учебник для геологоразведочных техникумов». М. «Госгеолтехиздат», 1956[14]
- Якубовский Ю. В., Ляхов Л. Л. «Электроразведка». — М., «Недра», 1982.